# Việt Nam tại Đại hội Thể thao Thế giới 2013
Việt Nam tham dự Đại hội Thể thao Thế giới 2013 ở Cali, Colombia vào ngày 29 tháng 6 – 6 tháng 7 năm 2013.
Việt Nam đưa 10 vận động viên thi đấu 5 môn thể thao.

## Người đoạt huy chương
| Huy chương | Tên               | Môn      | Nội dung |
| ---------- | ----------------- | -------- | -------- |
| Vàng       | Aerobic đồng đội  | Aerobics | -        |
| Bạc        | Nguyễn Hoàng Ngân | Karate   | -        |